# Фроловка (Курганская область)
Фроловка — село в Целинном муниципальном округе Курганской области России.

## География
Село находится на юго-западе Курганской области, в пределах юго-западной части Западно-Сибирской равнины, в лесостепной зоне, на левом берегу реки Кочердык, на расстоянии примерно 10 километров (по прямой) к юго-западу от села Целинного, административного центра округа. Абсолютная высота — 164 метра над уровнем моря.

### Климат
Климат характеризуется как резко континентальный, с холодной продолжительной малоснежной зимой и жарким сухим летом. Средняя продолжительность безморозного периода составляет 113 дней. Среднегодовое количество атмосферных осадков — 397мм.

### Часовой пояс
Село Фроловка, как и вся Курганская область, находится в часовой зоне МСК+2. Смещение применяемого времени относительно UTC составляет +5:00.

## История
До 1917 года входило в состав Ново-Кочердыкской волости Челябинского уезда Оренбургской губернии. По данным на 1926 год деревня Фроловка состояла из 128 хозяйств. В административном отношении входила в состав Трëхозëрского сельсовета Усть-Уйского района Челябинского округа Уральской области.

## Население
| 1989 | 2002 | 2010 |
| ---- | ---- | ---- |
| 222  | ↘219 | ↘160 |

По данным переписи 1926 года в деревне проживало 699 человек (332 мужчины и 367 женщин), в том числе: русские составляли 98 % населения.

### Гендерный состав
По данным Всероссийской переписи населения 2010 года в гендерной структуре населения мужчины составляли 43,8 %, женщины — соответственно 56,2 %.

### Национальный состав
Согласно результатам Всероссийской переписи населения 2002 года, в национальной структуре населения русские составляли 63 %, казахи — 32 %.